# Bulguk-dong
Bulguk-dong (koreanska: 불국동) är en stadsdel i stadskommunen Gyeongju  i provinsen Norra Gyeongsang i den östra delen av Sydkorea, 290 km sydost om huvudstaden Seoul. 
I stadsdelen ligger två världsarv, buddhisttemplet Bulguksa och Seokguram-grottan.